# 何漢宗
何漢宗（1416年—？），字邦本，四川成都府溫江縣人，明朝政治人物。

## 生平
景泰二年（1451年）辛未科三甲第八十名進士。歷官廣西按察司僉事。官至廣西副使。平生尚氣節，為官清廉。

## 家族
曾祖何鼎，祖何友德，父何榮，母李氏。